# الحياة في قطع
الحياة في قطع (بالإنجليزية: Life in Pieces)‏ هي مسلسل هزلي أمريكي تم بثه على سي بي إس منذ 21 سبتمبر 2015.

## روابط خارجية
- الحياة في قطع على موقع IMDb (الإنجليزية)
- الحياة في قطع على موقع ميتاكريتيك (الإنجليزية)
- الحياة في قطع على موقع روتن توميتوز (الإنجليزية)
- الحياة في قطع على موقع نتفليكس (الإنجليزية)
- الحياة في قطع على موقع كينوبويسك (الروسية)
- الحياة في قطع على موقع ألو سيني (الفرنسية)
- الحياة في قطع على موقع قاعدة بيانات الفيلم (الإنجليزية)